# Batalha de Aachen
A Batalha de Aachen foi travada por forças americanas e alemãs em Aachen, Alemanha, entre 2 e 21 de outubro de 1944 durante a Segunda Guerra Mundial. A cidade foi incorporada à Linha Siegfried, a principal rede defensiva na fronteira oeste da Alemanha; os Aliados esperavam capturá-lo rapidamente e avançar para a bacia industrializada de Ruhr. Embora a maioria da população civil de Aachen tenha sido evacuada antes do início da batalha, grande parte da cidade foi destruída e ambos os lados sofreram pesadas perdas. Foi uma das maiores batalhas urbanas travadas pelas forças americanas na Segunda Guerra Mundial e a primeira cidade em solo alemão a ser capturada pelos Aliados. A batalha terminou com uma rendição alemã, mas sua defesa tenaz interrompeu significativamente os planos aliados para o avanço na Alemanha.
Apesar das extensas baixas sofridas, os alemães conseguiram recuar até a Linha Siegfried e reconstruir parcialmente suas forças; eles conseguiram elevar o número de soldados na região para 230 mil ao fim de 1944. Apesar de não terem sido bem treinados e não estarem bem armados, esses soldados alemães contavam com boas posições defensivas e fortificações na linha Siegfried. Durante o mês de setembro os primeiros combates chegaram as cercanias de Aachen e o comandante alemão da cidade ofereceu se render aos americanos. Contudo, sua carta de rendição foi descoberta pela SS durante uma batida em Aachen em meio a evacuação dos civis. Adolf Hitler ordenou a prisão do comandante e substituiu ele e seus homens pelos combatentes da 246ª Divisão de Volksgrenadiers sob comando de Gerhard Wilck. O 1º Exército americano teria de tomar a cidade pela força.
Os americanos decidiram cercar a cidade com a 1ª e a 30ª Divisões de Infantaria, com apoio de outras unidades, e então tomar a cidade atacando por todos os lados. A cidade era defendida pelo LXXXI Corpo de Exército, que incluía quatro divisões de infantaria e duas formações debilitadas de tanques. Durante a batalha, os alemães receberam pelo menos 24 mil homens como reforços de uma divisão de panzers e outra de panzergrenadier, e também algumas tropas da 1ª Divisão SS Leibstandarte Adolf Hitler. Apesar da inferioridade numérica, os defensores possuíam várias casamatas e fortificações nos arredores da cidade.
A ofensiva da 30ª Divisão de Infantaria começou em 2 de outubro e eles foram imediatamente detidos pelos defensores alemães. Os bombardeios por meio de aviões e artilharia terrestre pesada não conseguiu forçar o recuo dos alemães e tão pouco reduziu o ímpeto dos defensores e como resultado os ataques Aliados ao norte da cidade também não foram bem sucedidos. A 1ª Divisão de Infantaria americana lançou sua própria ofensiva em 8 de outubro e conseguiu conquistar alguns de seus objetivos nas primeiras 48 horas, apesar de ter sofrido vários revezes por causa dos constantes contra-ataques alemães. Enquanto isso, a 30ª Divisão de Infantaria continuou a avançar lentamente, apesar de em 12 de outubro eles ainda não tinham condições de chegar e se unir a 1ª Divisão de Infantaria e completar o cerco a Aachen. Como resultado, a 1ª Divisão despachou o 26º Regimento de Infantaria e se preparou para lançar um ataque direto a cidade antes que todas as tropas pudessem ser reunidas. A luta no interior da cidade começou em 13 de outubro e se estendeu até o dia 21 com pesadas baixas para ambos os lados. Apesar da feroz resistência alemã, o General Wilck resolveu se render e entregar Aachen aos americanos em 21 de outubro, encerrando a batalha.
Entre 2 e 21 de outubro o 1º Exército dos Estados Unidos sofreu pelo menos 5 000 mil baixas (mortos, feridos e desaparecidos) em Aachen, enquanto os alemães perderam mais de 5 000 mil soldados e tiveram cerca de 5 600 homens aprisionados.

## Fotos da batalha

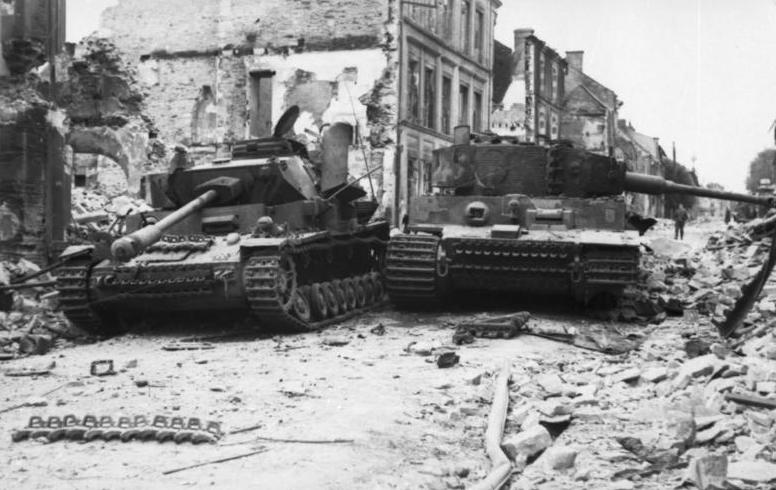
Tanques alemães (um Panzer IV e um Tiger I) destruidos nas ruas de Aachen.
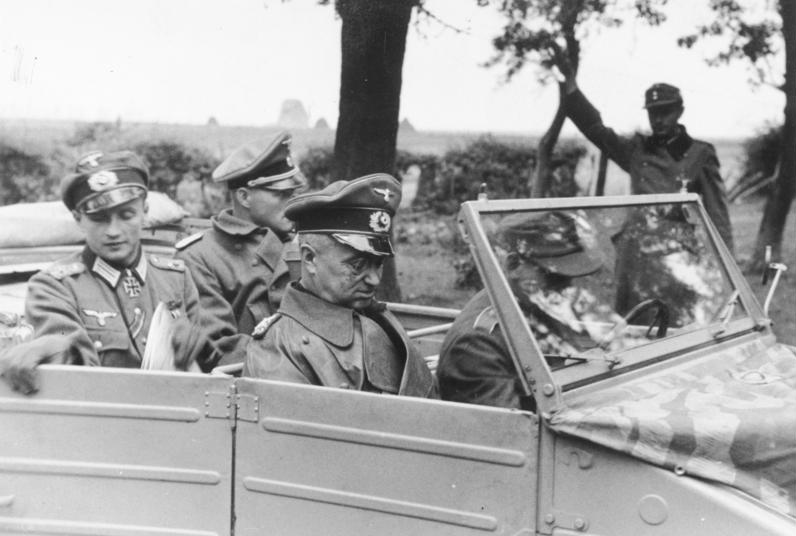
O Marechal de campo Walter Model visitando a 246ª Divisão Volksgrenadier em Aachen.
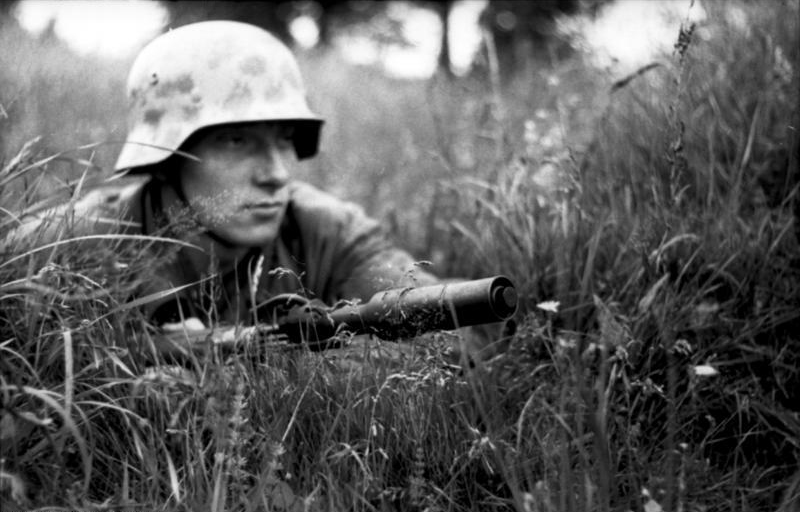
Um soldado alemão nas cercanias da cidade.
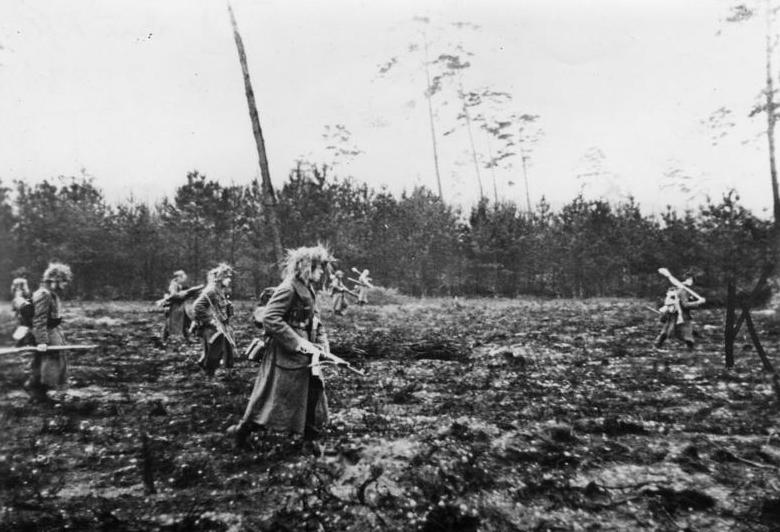
Forças alemãs avançando nas cercanias de Aachen.
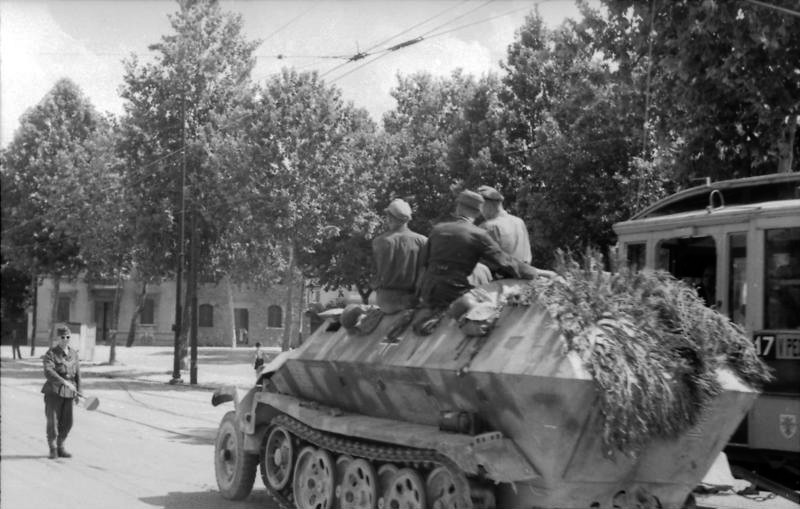
Um blindado (Sd.Kfz. 251) da infantaria alemã nas ruas de Aachen.
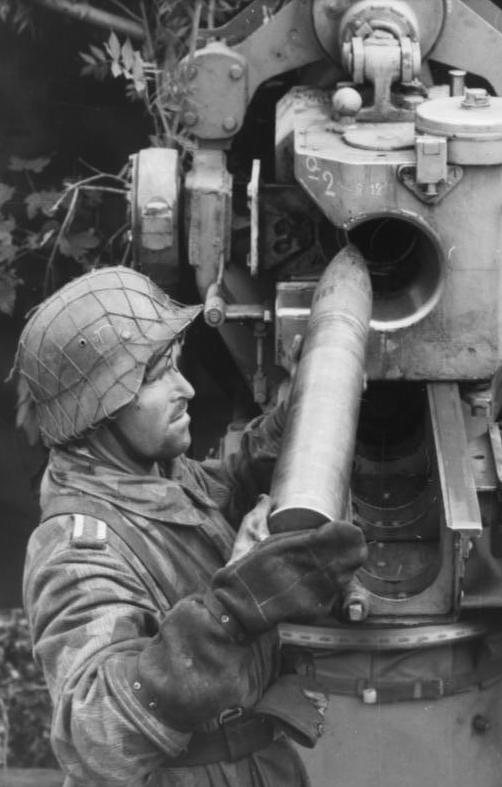
Um artilheiro alemão carregando um canhão de 88mm.
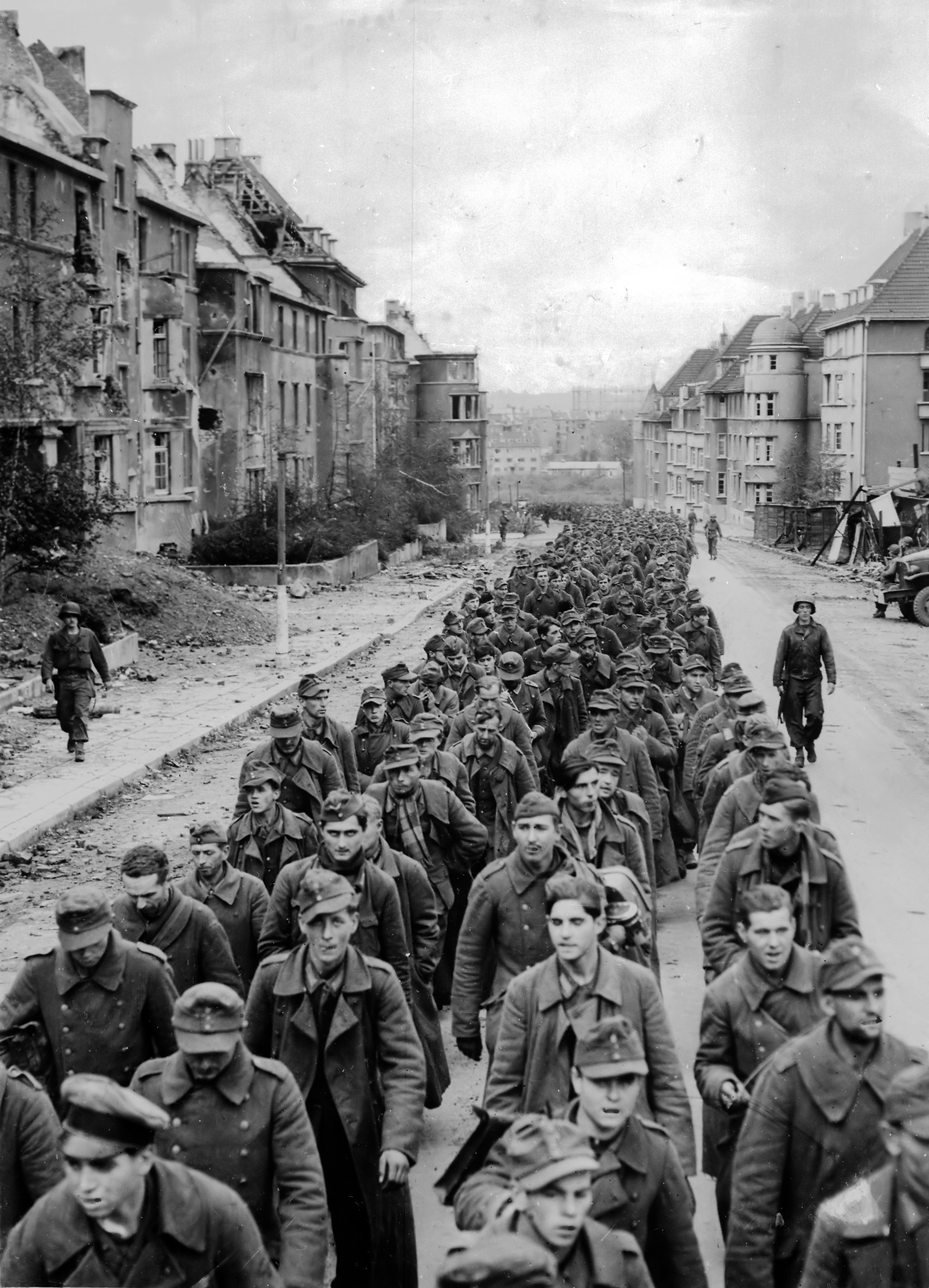
Prisioneiros alemães saindo da cidade.
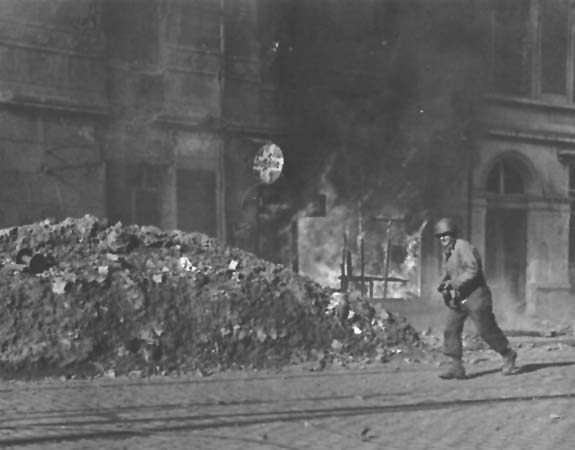
Um militar americano combatendo em Aachen.